# Kaple svatého Josefa (Lhota za Červeným Kostelcem)
Kaple svatého Josefa je římskokatolická filiální kaple ve Lhotě za Červeným Kostelcem. Patří do farnosti Červený Kostelec. Vlastníkem kaple je město Červený Kostelec.

## Historie
Kaple pochází z 19. století. Je plochostropá

## Bohoslužby
Bohoslužby v kapli - pouť 1. května a posvícení třetí neděli v září.